# Sphinga
Sphinga là một chi thực vật có hoa trong họ Đậu.